# Тхузаумот
Тхузаумо́т (вьет. Thủ Dầu Một) — город на юге Вьетнама, административный центр провинции Биньзыонг.

## География
Расположен в 30 км к северу от городских районов Хошимина (хотя и граничит с сельскими районами Хошимина, с агломерацией), на левом берегу реки Сайгон. Площадь — около 88 км².

## Население

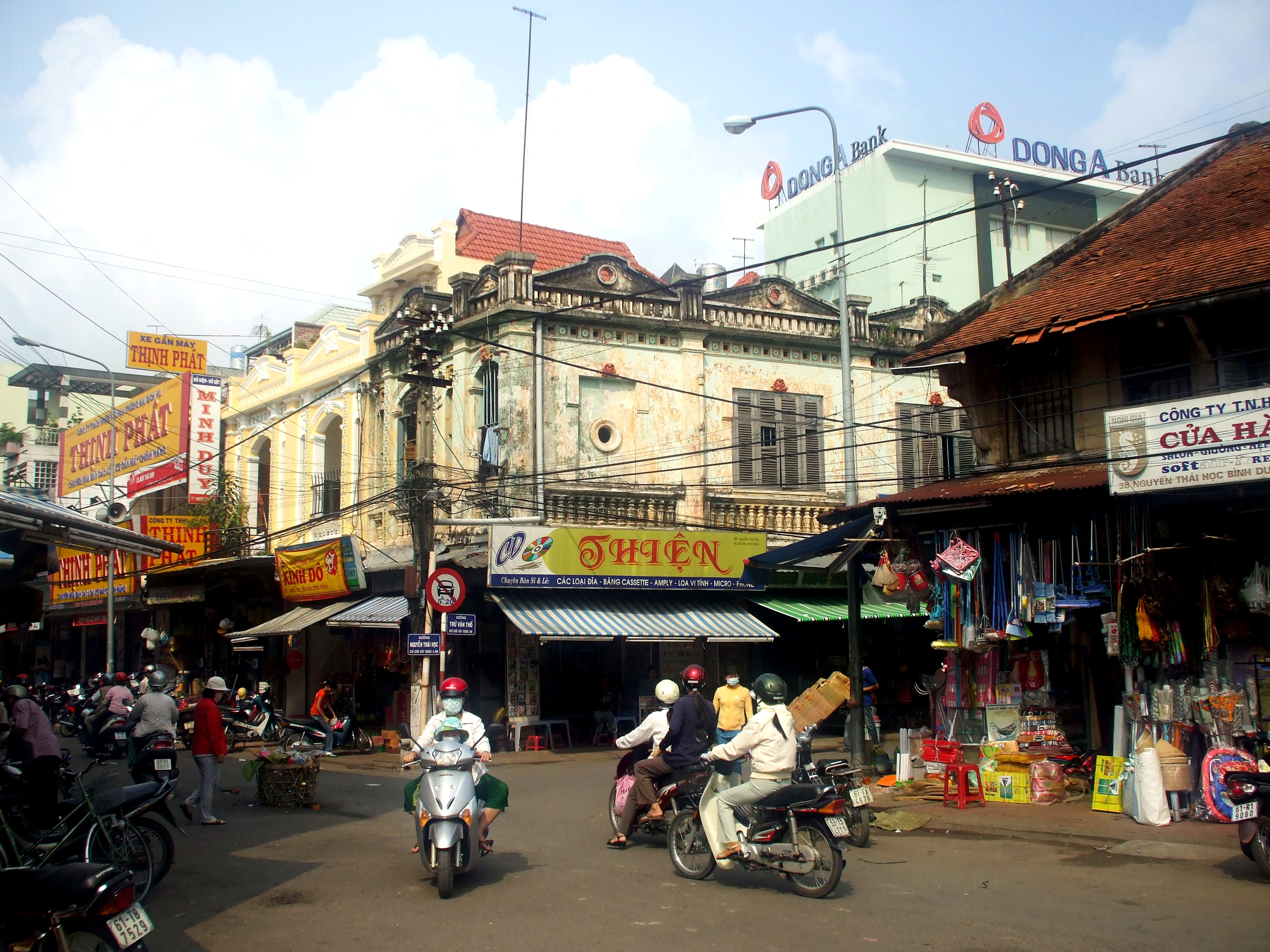
Центр города

Население на 2019 год составляет 321 607 человек.
| 2003    | 2009    | 2019    |
| ------- | ------- | ------- |
| 158 000 | 187 379 | 321 607 |